# كينت وليامز
كينت وليامز (بالإنجليزية: Kent Williams)‏ هو رسام توضيحي أمريكي، ولد في 1962 في نيوبيرن في الولايات المتحدة.

## وصلات خارجية
- كينت وليامز على موقع IMDb (الإنجليزية)

- الموقع الرسمي